# بارش (باشقیرستان)
بارش (انگلیسی: Barsh) یک شهرک در شهرستان بیژبولیاکسکی باشقیرستان کشور روسیه است.